# 305660 Romyhaag
305660 Romyhaag este un asteroid din centura principală de asteroizi.

## Descriere
305660 Romyhaag este un asteroid din centura principală de asteroizi. A fost descoperit pe 29 ianuarie 2009 la Calar Alto de Felix Hormuth. Asteroidul prezintă o orbită caracterizată de o semiaxă mare de 2,54 ua, o excentricitate de 0,16 și o înclinație de 15,7° în raport cu ecliptica.